# New Flamenco
Le New Flamenco (anciennement Spirit of London, Sun Princess, Majestic, Starship Majestic, Southern Cross et Flamenco) est un navire de croisière construit en 1972.

## Historique
Construit initialement, pour la Norwegian Cruise Line, la coque fut vendue avant la fin de la construction à P & O Cruises.
En 1974, P & O Cruise Lines achète Princess Cruises et transfère le navire en le renommant Sun Princess. Ce navire apparaît dans un épisode de Columbo (épisode : Troubled Waters), puis dans La Coccinelle à Mexico.
Il sombre dans la baie de Laem Chabang le 27 février 2016 après y être resté désarmé pendant plus d’un an,.